# Operazione Mato Grosso

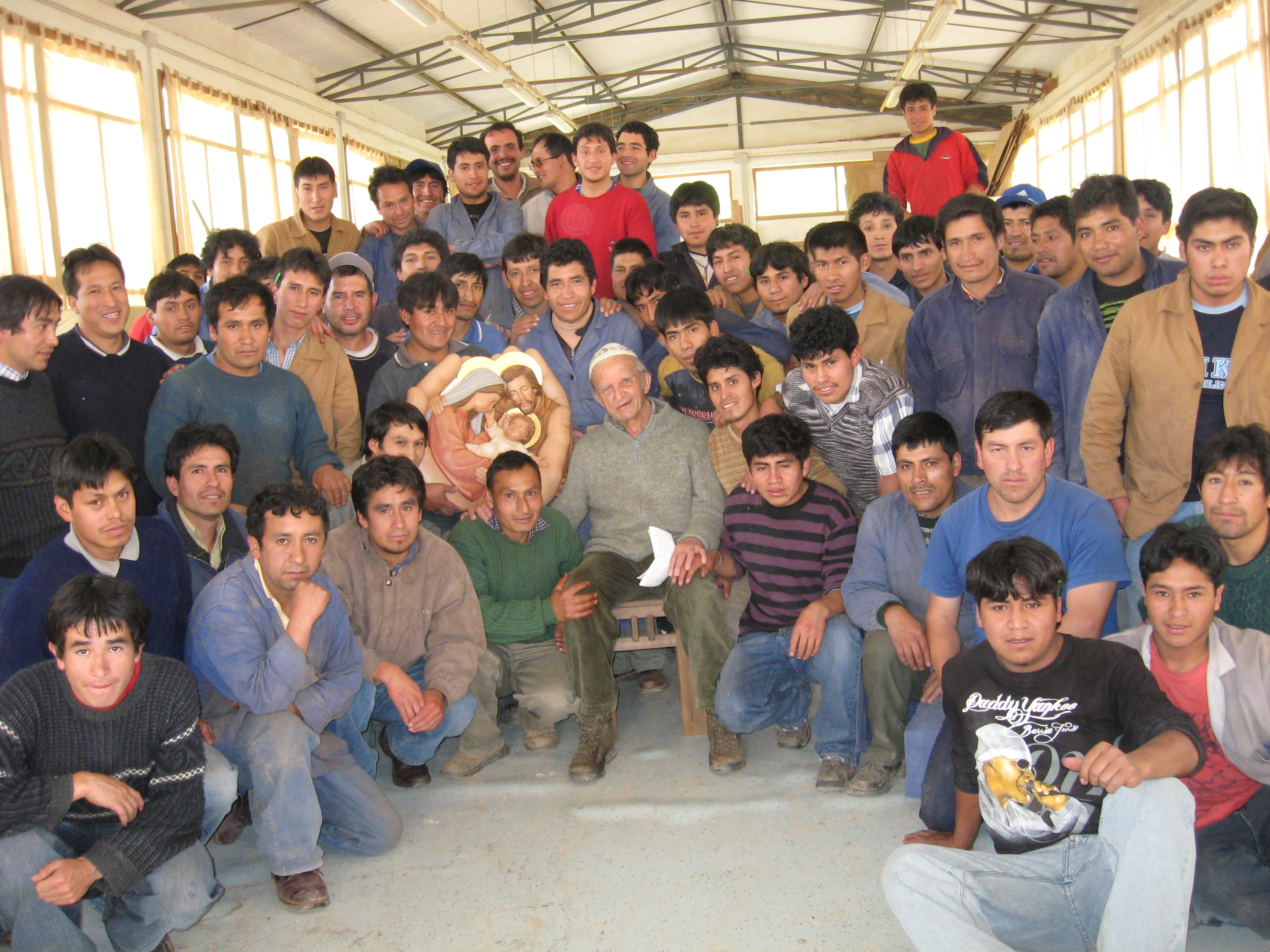
Artesanos Don Bosco con Padre Ugo de Censi nel 2013

L'Operazione Mato Grosso (OMG) è un movimento di volontariato gratuito di ispirazione cattolica, che svolge un insieme di attività in America Latina, volte ad educare e a favorire i più poveri. Sebbene sia formalmente aconfessionale, cioè si accettano tutti i giovani che vogliono regalare il proprio tempo a favore dei poveri, molti volontari svolgono attività presso parrocchie affidate dai vescovi locali e le attività comprendono anche dedicarsi alle attività religiose come l'oratorio. L'attività svolta è prevalentemente educativa e caritativa, ispirandosi al metodo educativo di San Giovanni Bosco e all'aspetto caritativo di San Francesco d'Assisi.
L'OMG nasce in Val Formazza (VCO) nel 1967, da un'intuizione di Don Ugo de Censi. Un gruppo di giovani decide di andare in Brasile nello stato del Mato Grosso, a Poxoréu, per costruire una scuola e un ambulatorio medico. Tornati in Italia, il desiderio di aiutare le popolazioni più sfortunate non si placa, anzi, si fa più intenso. I rientrati decidono di formare gruppi per continuare ad organizzare nuove spedizioni sostenute dal ricavato dei loro lavori. La camera-ufficio di Don Ugo ad Arese, diventa la base operativa del progetto. Dopo più di 50 anni dalla prima spedizione, l'Operazione Mato Grosso ha voluto mantenere il suo profilo aconfessionale e di autonomia da vincoli istituzionali.
Oggi l'OMG in America conta più di 500 volontari e circa 100 missioni tra Brasile, Bolivia, Ecuador, Perù e Baltimora (USA) con interventi a favore dei poveri locali, che vanno dalla costruzione e gestione di ospedali alla formazione dei giovani, ospitati nelle case/scuole ispirate agli insegnamenti di don Bosco. In Italia sono nati più di 200 gruppi di giovani e adulti che, a vario titolo, si impegnano nei lavori più disparati per raccogliere fondi a sostegno delle missioni. 
I soldi ricavati dai lavori vanno interamente in Missione.
I giovani vivono un periodo di volontariato nelle missioni dell'America Latina di almeno sei mesi dove svolgono i più svariati servizi: dal seguire l'oratorio delle Ande, al seguire i ragazzi nelle scuole/famiglia (internati – scuole professionali), alle attività nei lavori agricoli e di manovalanza più svariata, tutto nel segno della gratuità.
In Italia esistono numerosi gruppi di ragazzi, i quali svolgendo lavori vari (giardinaggio, imbiancature, sgomberi, ecc.) raccolgono denaro destinato al sostentamento delle missioni in Brasile, Perù, Bolivia, Ecuador, Baltimora (USA). Parallelamente ai gruppi dei giovani, sono sorti in Italia vari gruppi adulti che seguono varie attività: dalla costruzione e gestione di rifugi alpini, ai mercatini dell'usato e svariate altre attività spontanee, finalizzate alla raccolta di fondi e offerte da destinare al sostegno delle missioni.

## Attività
L'OMG è presente in oltre 100 comunità in America Meridionale così distribuite: 50 comunità in Perù, 17 in Ecuador, 9 in Bolivia, 12 in Brasile e 2 a Baltimora (USA).
In Italia è presente il motore dell'OMG; infatti i gruppi di ragazzi presenti in Italia sostengono da lontano il lavoro svolto nelle diverse missioni in America Meridionale.
Tante sono le attività, tra cui: demolizioni, raccolte viveri, taglio erba, pulizia boschi, imbiancature, mercatini dell'usato, sgomberi, traslochi e altre attività manuali, in base alla località. Queste attività sono svolte prevalentemente nei campi di lavoro durante i weekend, l'estate e il periodo delle vacanze.
In Italia sono presenti circa 200 gruppi che formano insieme un numero di circa 2000 volontari tra giovani e famiglie. In America Latina, ad oggi, sono presenti circa 100 missioni aperte con più di 500 volontari che realizzano vari progetti educativi-sociali e caritativi: internati, scuole, asili, cooperative agricole, cooperative di falegnameria, guide andine, orfanotrofi e vari oratori. L'OMG ha in gestione un aranceto in Calabria e una malga a Piagù nel comune di Avio.

### Rifugi alpini
L'OMG ha costruito e gestisce diversi rifugi e case alpine, di seguito l'elenco completo:
- Rifugio degli Angeli (2916 m s.l.m.) – rifugio alle pendici della Testa del Rutor in Valgrisenche, Valgrisenche (Valle d'Aosta)[4]
- Rifugio 3A (2916 m s.l.m.) – rifugio alle pendici del Blinnenhorn in Val Formazza, Formazza (provincia del Verbano-Cusio-Ossola)
- Rifugio Claudio e Bruno (2710 m s.l.m.) – rifugio alle pendici del Blinnenhorn in Val Formazza, Formazza
- Rifugio Pier Giorgio Frassati (2550 m s.l.m.) – rifugio dedicato a Pier Giorgio Frassati alle pendici del Grand Golliat nella Valle del Gran San Bernardo, Saint-Rhémy-en-Bosses (Valle d'Aosta)[5]
- Rifugio Torsoleto (2390 m s.l.m.) – rifugio dedicato a Battistino Bonali e Giandomenico Ducoli alle pendici del Monte Torsoleto in Val Paisco, Paisco Loveno (provincia di Brescia)
- Rifugio delle Marmotte (2142 m s.l.m.) – rifugio in Val di Rhêmes, Rhêmes-Notre-Dame (Valle d'Aosta)
- Rifugio Schiazzera (2075 m s.l.m.) – rifugio in Val Saiento, Vervio (provincia di Sondrio)
- Rifugio San Jorio (1980 m s.l.m.) – rifugio nella Valle Albano, Gravedona ed Uniti
- Rifugio Casina di Piana (1890 m s.l.m.) – rifugio in Val Grosina, Grosotto (Provincia di Sondrio)
- Rifugio Laeng (1767 m s.l.m.) – rifugio dedicato a Gualtiero Laeng alle pendici del Pizzo Camino in Val Camonica, Ossimo (provincia di Brescia)
- Rifugio Gherardi (1650 m s.l.m.) – rifugio dedicato ad Angelo Gherardi alle pendici del Monte Sodadura in Val Taleggio, Taleggio (provincia di Bergamo)
- Casa Romangelo (850 m s.l.m.) – la casa e uno chalet a 950 m s.l.m. sono immersi in un'oasi naturale fatta di castagneti e prati scoscesi, l'intero fondo è di circa 9 ettari. Si trova ai piedi della Corna Trenta Passi, lungo l'antica Via Valeriana giusto alle pendici del monte Guglielmo, Zone e Pisogne con una vista mozzafiato sul lago d'Iseo e la catena delle Orobie
- Rifugio La Canua (1520 m s.l.m.) – rifugio alle pendici del Monte Bregagno, Cremia (provincia di Como)
- Casa "Viva Sottofrua" (1510 m s.l.m.) – casa autogestita in Val Formazza, Formazza (provincia del Verbano-Cusio-Ossola)
- Rifugio Madonna della Neve (1595 m s.l.m.) – rifugio in Val Biandino, Introbio (provincia di Lecco)
- Casa Padre Daniele (1210 m s.l.m.) – casa autogestita alle pendici della Concarena, Cerveno

### Rifugi andini
L'OMG ha costruito e gestisce diversi rifugi anche in Perù:
- Bivacco Giordano Longoni (5000 m s.l.m.) – bivacco alle pendici del Nevado Ishinca sulla Cordillera Blanca
- Rifugio Perù-Pisco (4660 m s.l.m.) – rifugio alle pendici del Nevado Pisco sulla Cordillera Blanca
- Rifugio Ishinca (4310 m s.l.m.) – rifugio alle pendici del Nevado Ishinca sulla Cordillera Blanca
- Rifugio Huascaran (4625 m s.l.m.) – rifugio alle pendici del Huascarán sulla Cordillera Blanca
- Rifugio Contrahierba (4066 m s.l.m.) – rifugio alle pendici del Contrahierbas sulla Cordillera Blanca
- Centro Andinismo Renato Casarotto - Campo Base (2760 m s.l.m.) – Marcarà, villaggio nei pressi di Huaraz

## Valori dell'OMG
L'OMG promuove l'idea che, per mezzo del lavoro, i ragazzi possano intraprendere una strada che porti loro a scoprire valori importanti per vivere bene la vita.
All'inizio dell'OMG i punti ispiratori sono stati indicati dopo l'incontro di Montecatini e sono rimasti per anni i sette punti chiave dell'OMG:
1. lavorare anziché discutere
2. il gruppo è fondamentale perché lavorando insieme le persone maturano
3. rompere il guscio della famiglia, della parrocchia, della nazione: è essere missionari
4. critica coi fatti e non con le parole; il lavoro concreto vale più delle parole e mette in discussione la propria vita
5. pagare di persona, essere coerenti, farsi poveri
6. essere buoni, non giudicare le persone
7. morire per gli altri; sacrificarsi dando la propria vita con amore

Poi nel tempo i punti si sono modificati:
- la fatica
- il “dare via” gratis
- la coerenza tra le parole e la vita
- lo spirito di gruppo
- l'attenzione ai problemi altrui
- il tentativo di imparare a volere bene alle persone
- la capillarità tra i gruppi
- fare bene le cose

Negli ultimi anni padre Ugo ha sintetizzato sempre di più i valori riducendoli all'essenza:
- fare fatica
- fare con arte (fare bene le cose)
- fare silenzio
- saper perdere (perdonare)

## Storia

### 1967
L'OMG nacque in val Formazza (Verbania) nel 1967, quando un gruppo di giovani, guidato dal padre salesiano Ugo De Censi (1924-2018), decise di andare in Brasile, su invito del confratello salesiano padre Pedro Melesi che viveva a Poxoréu nello Stato del Mato Grosso.
L'invito fu per costruire una scuola e un ambulatorio medico. Partirono con la nave da Genova 24 ragazzi. Al loro rientro in Italia dopo 4 mesi, iniziarono ad organizzarsi in gruppi, a partire da Arese, per continuare ad aprire nuove spedizioni sostenendole con il ricavato dei loro lavori. A Poxoréu intanto due di loro si fermarono a tempo lungo per continuare l’opera iniziata. Cominciò così l'Operazione Mato Grosso in America Meridionale.

### 1967 - 1992: a confronto con i salesiani
Dopo la sua nascita l'OMG dovette confrontarsi con i fermenti culturali e politici iniziati con il Sessantotto, che si tradussero nel suo seno in un discorso più attento alle tematiche terzomondiste che non all'ottica missionaria, di cui veniva criticata l'impostazione assistenziale.
Quest'ultima ottica era ripresa da don Ugo De Censi, alla testa dell'OMG, ma lui stesso fu oggetto di critiche da parte dei suoi superiori che diffidavano della sua autonomia, a malapena tollerata, e non condividevano la mancanza di regole scritte dell'organizzazione nonché la troppo disinvolta apertura ai laici dell'opera missionaria (solo nel 1992 vi fu un accordo giuridico definitivo fra don Ugo De Censi e i suoi superiori, che gli conferì la libertà di continuare a seguire l'OMG attraverso la formula "Absentia a domo ratione apostolatus" ovvero "Assenza dalla casa religiosa per motivazioni di apostolato").
Don Ugo faceva comunità con i ragazzi e i sacerdoti dell’OMG (anche se l’OMG non ha sacerdoti propri: i giovani che diventano sacerdoti sono tutti incardinati, in Italia e in Missione, nelle Diocesi di appartenenza).
I primi conflitti si ebbero in Brasile. A Sangradouro, presso Poxoréu nel Mato Grosso, l'OMG coadiuvava i salesiani nell'azione di assistenza agli indios Xavantes.
Nel 1971 l'OMG stava portando a termine la costruzione di un ospedale e si apprestava a costruire un ambulatorio nei dintorni, a São Marcos. Ma le divergenze nel modo di trattare gli indios, i cui figli erano internati a fini educativi, portarono all'allontanamento dei volontari dell'OMG da parte dell'Ispettore Salesiano.
I motivi addotti, consegnati in una lettera a Ugo De Censi del 30 maggio 1973, furono che i salesiani non tolleravano altri punti di vista nella gestione delle popolazioni indie.
L'anno seguente non si opposero alla politica di confisca delle terre indie.
A Paraíso do Leste, nei pressi di Poxoréu, morì nel 1969, a un anno dal suo arrivo, un volontario, Claudio Zebelloni (1946-1969), travolto dal suo trattore mentre trasportava sassi per la costruzione del centro sociale che gli sarebbe poi stato intitolato.
Oggi il rapporto con i Salesiani sull’educazione degli indios è molto sereno e collaborativo.

### Anni '70: tra missionarietà e aconfessionalità
Tre altre spedizioni, aperte pure nel Mato Grosso, una a Jauru nel gennaio 1972, una seconda a Taquaruçu nel 1973 e l'ultima a Reserva do Cabaçal nel 1974, ebbero particolare eco nel movimento perché furono l'occasione di un confronto, assai polemico, fra le scelte terzomondiste e laiche da un lato e le posizioni di chi considerava i volontari dell'OMG come semplici coadiuvanti dei missionari. 
Il motivo della discordia fu costituito dalla volontà del sacerdote romano Nazzareno Lanciotti (3 marzo 1940-22 febbraio 2001), non condivisa da tutta la spedizione, di costruire una chiesa a Jauru, in aggiunta all'ospedale.
Nonostante le polemiche padre Nazzareno mandò in porto il suo progetto (la chiesa fu ultimata nel 1975). Dopo aver abbandonato l'OMG egli divenne un dirigente eminente dei Mariani in Brasile. Nel febbraio 2001 fu assassinato da sicari in un contesto di sconfitta elettorale locale del candidato opposto a quello cattolico (si è parlato di delitto politico e di una vendetta degli ambienti proprietari e massoni).
Nell'ambito della Chiesa cattolica, è in corso una domanda di beatificazione. A Jauru, sulla via principale che porta il suo nome, un vistoso monumento ricorda lo scomparso mentre su una lapide commemorativa posta sull'ospedale sta scritto: "Opera realizzata da Padre Nazareno [sic] Lanciotti con la comunità di Jauru e dei benefattori".
Il vescovo Máximo André Biennès della diocesi di São Luiz de Cáceres che, in un primo tempo, aveva dato il suo benestare a don Ugo De Censi all'insediamento dei gruppi OMG nella sua diocesi, revocò il suo benestare gli chiese di ritirare i tre gruppi. Jauru, Reserva do Cabaçal e Taquaruçu furono chiuse o si svuotarono con il progressivo ritorno in Italia dei volontari.
In Italia, i gruppi conobbero fra il 1971 e il 1974 intensissimi dibattiti d'idee. Una fronda, che intendeva sviluppare un discorso politico critico nei confronti dell'assistenzialismo, aveva cominciato ad organizzarsi fra una serie di gruppi (Sesto San Giovanni, Varese, Lugano, ecc.) presentando le proprie posizioni al raduno nazionale del 1973. 
A Lugano, in Svizzera, il gruppo, che contava un nucleo di volontari reduci dal Mato Grosso, decise di far scissione nel 1975 impegnandosi nel volontariato e in un lavoro di contro-informazione in favore dei popoli africani dell'area lusofona, impegnati allora nella costruzione di Stati socialisti (Guinea-Bissau, ecc.). Da questa scissione nacque nel Canton Ticino il Movimento di controinformazione sul sottosviluppo.
Dopo la ricaduta di questa effervescenza post-sessantottina, vissuta da Ugo De Censi come un periodo di crisi dell'OMG e che si tradusse con l'abbandono dell'Operazione Mato Grosso da parte di molti volontari, don Ugo De Censi riprese il controllo completo dell'organizzazione. Nel 1976 poteva perciò partire lui stesso in missione, in Perù; non avrebbe più fatto ritorno in Italia in pianta stabile.

### Dalla missionarietà alla carità
L'intervento della Operazione Mato Grosso ha, alla sua base, aspetti educativi e caritativi.
Negli anni settanta vi furono progetti che cercavano di coinvolgere le popolazioni autoctone, specialmente fra le comunità andine ecuadoriane, boliviane e peruviane.
Così in Ecuador, ci fu la costruzione della segheria a Sucua, gestita da una cooperativa, e - sin dal 1970 - per opera fra l'altro di Gabriella Bianchini, del maglificio a Salinas, nonché la partecipazione dell'Operazione Mato Grosso all'opera di allestimento dei caseifici rurali fra gli Indios ecuadoriani, a partire dal 1978.

### Anni '80 e '90: terrorismo e Sendero Luminoso
Nella cordigliera andina del Perù l'attività umanitaria dell'OMG è stata negli anni '80-90 scoraggiata dal movimento guerrigliero maoista Sendero Luminoso: l'accusa rivolta ai missionari era di mantenere il popolo in uno stato di soggezione nei confronti di un ordine sociale che impediva la riforma agraria e la presa di coscienza dell'identità india.
Alcuni volontari furono minacciati con le armi per farli desistere dalle loro attività.
L'apice di questo periodo di tensione fu l'uccisione il primo ottobre 1992 del missionario laico valtellinese Giulio Rocca (1962-1992), animatore di una cooperativa giovanile d'intaglio del legno a Jangas.
Giulio Rocca fu giustiziato a poca distanza dalla Casa Parrocchiale. Sul suo corpo bagnato di sangue un cartello citava la sentenza di morte: “la carità addormenta le coscienze” – mentre nel taschino della sua camicia veniva trovato un biglietto della spesa con, da una parte, la lista delle vettovaglie e viveri da comprare per sfamare i poveri, e dall’altra a chiare lettere il nome di Gesù (JESUS) in una cornice di sangue.
Dopo la fine della rivolta senderista, un altro fatto di sangue scosse l'OMG sulle Ande peruviane. Il 16 marzo 1997, a San Luis (Ancash), il sacerdote di Faenza fidei donum Daniele Badiali fu rapito da banditi con richiesta di riscatto.
In realtà, dalla jeep in cui viaggiavano l'autista, Padre Daniele e una ragazza volontaria, fu presa per prima la ragazza. In quell'istante Padre Daniele Badiali si offrì al posto della volontaria, dicendo "tu stai qui - vado io"
Il rapitore lo uccise il giorno seguente con un colpo alla nuca, forse perché riconosciuto.
Oggi Padre Daniele è Servo di Dio ed è stata avviata la causa di beatificazione.

### 1992 anni 2000: esperienza o cammino radicale?
Oggi l'OMG è autonoma nelle decisioni e azioni. Nonostante ciò lavora a stretto contatto con vescovi e sacerdoti.